# Dolný Ohaj
Dolný Ohaj es un municipio del distrito de Nové Zámky en la región de Nitra, Eslovaquia, con una población estimada a final del año 2024 de 1468 habitantes.
Se encuentra ubicado al sur de la región, cerca de los ríos Nitra y Hron (cuenca hidrográfica del Danubio) y de la frontera con Hungría.

## Demografía
| Año        | 1994 | 2004    | 2014    | 2024    |
| ---------- | ---- | ------- | ------- | ------- |
| Población  | 1762 | 1639    | 1576    | 1468    |
| Diferencia |      | −6,98 % | −3,84 % | −6,85 % |

| Año        | 2023 | 2024    |
| ---------- | ---- | ------- |
| Población  | 1486 | 1468    |
| Diferencia |      | −1,21 % |